# Equipo Bolivia
Equipo Bolivia, fue un equipo ciclista profesional boliviano de categoría Continental creado en 2017 y desaparecido en el mismo año. El equipo fue el primer  en esta categoría y era dirigido por Laudelino Cubino.
El equipo además tenía también un conjunto en categoría amateur y otro en categoría femenina.

## Material ciclista
Los ciclistas utilizaban bicicletas Ridley, con ruedas Rothar, uniformes Amura. Los cascos, gafas y zapatillas eran Catlike y los automóviles eran Ford.

## Clasificaciones UCI
A partir de 2005 la UCI instauró los Circuitos Continentales UCI, donde el equipo está desde que se creó en 2017, registrado dentro del UCI America Tour. 

## Palmarés
Para años anteriores, véase Palmarés del Equipo Bolivia

### Palmarés 2017

#### Circuitos Continentales UCI
| Fechas     | Circuito             | Carreras                                                                        | Ganador      |
| 3 de junio | UCI Europe Tour 2017 | 2.ª etapa del Gran Premio Internacional de Fronteras y la Sierra de la Estrella | Omar Mendoza |

## Plantilla
Para años anteriores, véase Plantillas del Equipo Bolivia

### Plantilla 2017
| Nombre            | Nacimiento | Nacionalidad | Equipo 2016                          |
| Carlos Amurrio    | 21/10/1993 | Bolivia      | Neoprofesional                       |
| Marvin Angarita   | 11.04.1989 | Colombia     | Movistar Team América (2015)         |
| Javier Arando     | 24/02/1994 | Bolivia      | Neoprofesional                       |
| Julian Barrientos | 12/03/1994 | Argentina    | Neoprofesional                       |
| Piter Campero     | 12/01/1991 | Bolivia      | Neoprofesional                       |
| Jefferson Cepeda  | 02/03/1996 | Ecuador      | Team Ecuador                         |
| Egoitz García     | 31/03/1986 | España       | Al Marakeb                           |
| Freddy González   | 09/11/1994 | Bolivia      | Neoprofesional                       |
| Pedro Gregori     | 19/08/1987 | España       | Neo (Aluminios Cortizo)              |
| Carlos Jiménez    | 02/02/1992 | España       | Radio Popular-Boavista               |
| Iván Martínez     | 08/09/1985 | España       | Vivo Team Grupo Oresy                |
| Nuno Meireles     | 13/08/1991 | Portugal     | LA Aluminios-Antarte                 |
| Omar Mendoza      | 25/11/1989 | Colombia     | Movistar Team América                |
| Bacilio Ramos     | 25/08/1989 | Bolivia      | Neoprofesional                       |
| Sergio Rodríguez  | 22/02/1992 | España       | Neo (Caja Rural-Seguros RGA amateur) |
| Gilver Zurita     | 30/12/1986 | Bolivia      | Neoprofesional                       |

1. 1 2 3  Hasta el 15 de mayo.
2. 1 2  Hasta el 30 de mayo.